# Judith Hirsch
Judith Hirsch (n. 1 august 1948, Cluj), cunoscută cu pseudonimul literal ca Iudita Dragutin este un poet și prozator român, fostă prim-balerină a Operei Române din Cluj și a Operei Maghiare din Cluj.

## Publicații
- 2008 - Jurnal de balerina. Poezii, volum semnat cu pseudonimul literal Iudita Dragutin, apărut la Editura Eikon, ISBN 978-973-757-143-4[1]
- 2010 - Carțile Iuditei Dragutin, Editura DACIA,  ISBN 973-8256-36-8[2]
- 2010 - Jurnal de balerina. Proză, Editura Dacia, ISBN 978-973-35-2514-1.

## Impresii
„A fost o vreme când Judita strălucea pe scena Operei Române din Cluj, ca balerină. Era nu numai foarte talentată dar era și foarte frumoasă. Citea cu pasiune literatură, frecventa cinematografele, fiind pasionată de film, putea fi văzută prin galeriile de expoziții ale artiștiilor plastici, nu era străină nici de întrecerile sportive din oraș, era în totul ceea ce se numește un veritabil intelectual, om de cultură”, Constantin Cubleșan.
În 28 IX 1980 Ion Caraion îi scrie într-o scrisoare:  ...Din cuprinsul celor două „scrisori” pe care mi le trimite Iudita, nu știu să descifrez dacă ea-i o femeie frumoasă, dar sigur îmi pare interesantă și inteligentă. Mai mult: cred că a înțeles din viață câteva lucruri importante - și câte n-ar putea să înceapă din ele...

## Familie
Judith Hirsch este mama scriitorului Anton Tauf (1977-2015) și fosta soție a actorului și regizorului Anton Tauf, director al Teatrului Național din Cluj, în perioada 1992-1993, director al Teatrului Dramatic din Baia-Mare în perioada 1995-2002.

## Legături externe
- http://www.bjc.ro/new/files/buletinul-depozitului-legal-local/eikon.pdf Arhivat în 2 aprilie 2017, la Wayback Machine.